# Collegium Aureum
Il Collegium Aureum è un ensemble musicale tedesco specializzato nella esecuzione di musica barocca.

## Il gruppo
L'ensemble venne fondato a Friburgo nel 1962 dalla casa discografica Deutsche Harmonia Mundi come associazione fra Solisti di vari strumenti e professori di musica. A differenza delle orchestre del tempo, si esibivano senza un direttore d'orchestra seguendo il primo violino, Franz Josef Maier, che faceva da maestro concertatore.
Sin dalla sua nascita il gruppo si è dedicato alla riscoperta dell'esecuzione delle opere a mezzo di strumenti dell'epoca o copie moderne di essi. L'approccio è stato indirizzato all'esecuzione filologica delle opere del loro repertorio.
Il Collegium Aureum nel corso degli anni ha realizzato numerose registrazioni di opere prevalentemente del periodo barocco, anche se non mancano alcune opere di compositori del periodo classico come Mozart, Haydn e Stamiz.
Il gruppo ha svolto una intensa attività concertistica che lo ha portato all'attenzione di tutti i pubblici del mondo avendo tenuto concerti in Francia, Paesi Bassi, Stati Uniti, Giappone, America Latina e Medio oriente, per citare soltanto alcuni dei paesi in cui si è esibito.

## Discografia
Il gruppo ha inciso, sin dalla sua nascita, per l'etichetta tedesca Deutsche Harmonia Mundi, distribuita da altre case discografiche come Harmonia Mundi in Francia, BASF ed EMI Electrola in Germania, RCA Victor per gli USA. Quindi è passata alla BMG. Dal 2005 è entrata a far parte del catalogo Sony Classical.
Nel seguente elenco sono indicati i dischi pubblicati con la data della prima edizione in vinile. Molte di queste registrazioni sono state riedite in Cd.
- 1962 - Orazio Vecchi, L'Amfiparnaso. Comedia harmonica, con il Deller Consort (Deutsche Harmonia Mundi)
- 1962 - Tanzmusik der Renaissance (Deutsche Harmonia Mundi)
- 1963 - Carl Stamitz, Sinfonia Concertante D-dur; Sinfonie Es-dur (Deutsche Harmonia Mundi)
- 1965-1967 - Johann Sebastian Bach, Die Brandenburgischen Konzerte (Deutsche Harmonia Mundi, 2CD)
- 1966 - Joseph Haydn, Concerto D-Dur für horn; Concerto D-Dur für flöte, con Erich Penzel, corno; Hans-Martin Linde, flauto (Deutsche Harmonia Mundi)
- 1967 - Georg Friedrich Händel, Kantaten, con Elly Ameling e Halina Lukomska, soprani; Theo Altmeyer, tenore (Deutsche Harmonia Mundi)
- 1967 - Johann Sebastian Bach, Weltliche Kantaten, con Elly Ameling, soprano; Gerald English, tenore; Siegmund Nimsgern, basso (Deutsche Harmonia Mundi)
- 1968 - Johann Sebastian Bach e Georg Philipp Telemann, Funeral Cantatas (Deutsche Harmonia Mundi)
- 1968 - Johann Sebastian Bach, Secular Cantatas (Deutsche Harmonia Mundi, 2CD)
- 1969 - Antonio Vivaldi, Pietro Antonio Locatelli e Tomaso Albinoni, Venezianische Konzerte (Deutsche Harmonia Mundi)
- 1969 - Giovanni Battista Pergolesi, La Serva Padrona (Deutsche Harmonia Mundi)
- 1970 - Johann Christian Bach, Drei Londoner Sinfonien (Deutsche Harmonia Mundi)
- 1970 - Claudio Monteverdi, Tirsi & Clori. Ballets & madrigaux, con il Deller Consort (Harmonia Mundi France)
- 1971 - Georg Friedrich Händel, Feuerwerksmusik; Concerto in F a due cori (Deutsche Harmonia Mundi)
- 1972 - Georg Friedrich Händel, Wassermusik (Deutsche Harmonia Mundi)
- 1972 - Johann Sebastian Bach, Magnificat BWV 243; Cantata BWV 110 (Deutsche Harmonia Mundi)
- 1972 - Johannes Ockeghem, Missa "Ecce Ancilla Domine"; Motette "Intemerata Dei Mater", con Pro Cantione Antiqua, dir. Collegium Aureum (Deutsche Harmonia Mundi)
- 1972 - Wolfgang Amadeus Mozart, Sinfonie G-Moll KV 550; Sinfonie B-Dur KV 319 (Deutsche Harmonia Mundi)
- 1973 - Johann Sebastian Bach, Weihnachts-Oratorium (Deutsche Harmonia Mundi, 3CD)
- 1974 - Missa Salisburgensis, a 53 voci con Escolania De Montserrat e Tölzer Knabenchor, dir. Ireneu Segarra (Deutsche Harmonia Mundi)
- 1974 - Franz Schubert, Der Tod Und Das Mädchen(Deutsche Harmonia Mundi)
- 1974 - Wolfgang Amadeus Mozart, Krönungsmesse KV 317. Vesperae Solennes De Confessore KV 339, con il Tölzer Knabenchor, dir. Gerhard Schmidt-Gaden (Deutsche Harmonia Mundi)
- 1975 - Johann Sebastian Bach,  Die Kunst Der Fuge (Deutsche Harmonia Mundi)
- 1975 - Georg Friedrich Händel, Concerti grossi op.3; Concerto in C from Alexander's feast (Deutsche Harmonia Mundi)